# Active Cavity Radiometer Irradiance Monitor
Active Cavity Radiometer Irradiance Monitor (ACRIM) ist ein vom Jet Propulsion Laboratory (JPL), einer Abteilung des California Institute of Technology (Caltech), für die NASA entwickeltes und hergestelltes leistungsfähiges Instrument zur Beobachtung der Energieabstrahlung der Sonne, auch Total Solar Irradiance (TSI) genannt, und den in ihr auftretenden Schwankungen.
Bis heute hat das Instrument bei drei Missionen Verwendung gefunden:
- ACRIM-I, die erste Ausführung des Instruments, wurde für die 1980 gestartete Solar Maximum Mission (SMM) verwendet. Dieses Instrument bewies eindeutig, dass die Energieabstrahlung der Sonne nicht konstant ist.
- ACRIM-II leistete bei der Mission Upper Atmosphere Research Satellite (UARS) seinen Beitrag und hatte ein Gewicht von ungefähr 26 Kilogramm.
- ACRIM-III stellt das Herzstück des im Jahre 1999 gestarteten und heute noch aktiven Active Cavity Radiometer Irradiance Monitor Satellite (ACRIMSat) dar. Durch Weiterentwicklung konnte das Gewicht um die Hälfte reduziert werden und so wiegt diese Version nur noch 13 Kilogramm.

Die Messungen der Gesamtstrahlung der Sonne durch die ACRIM-Instrumente werden durch das Satellitenobservatorium SORCE weitergeführt.